# 道場 (僧)
道場（どうじょう、生没年不詳）は、飛鳥時代の僧。『日本霊異記』において「道場法師」の名前で登場する。尾張国愛知郡の出身。

## 概要
6世紀後半敏達天皇の代、農夫であった父親が農作業の途中落ちてきた雷の命を助け、その結果、強力（ごうりき）の子として生まれた。10歳の頃、上洛して皇居の北東隅に住んでいた力のある王族と力比べをして勝った。その後元興寺（飛鳥寺）の童子となり、鐘楼堂にすむ人食い鬼（がごぜ）を退治した。このときの鬼の髪の毛が元興寺に伝わっている。その童子は元興寺の優婆塞（うばそく＝在家のまま仏道修行をするもの）となった。王族が元興寺が所有する田に引水するのを妨害したが、童子はこの妨害を排除し衆僧に出家・得度することを許され、道場法師と称されるようになったという。
『今昔物語集』には、道場法師の孫娘の話が記述されており、道場法師の怪力は男には伝わらず、女方に伝わったことが語られている。『今昔物語集』によれば、孫娘も愛知郡出身と記述されており、少なくとも聖武天皇の時代まで一族は愛知郡で暮らしていたものとみられる（ただし、氏名の記述はない）。